# Leishmaniose canine
La leishmaniose canine est une maladie provoquée par le parasite protozoaire Leishmania, donc le vecteur est le phlébotome.

## Étiologie
La leishmaniose est provoquée par la multiplication intracellulaire du protozoaire Leishmania infantum.

## Épidémiologie
La leishmaniose est retrouvée de manière endémique dans la région du bassin méditerranéen. Le chien en constitue une espèce réservoir. En France, la maladie est présente en Provence, en Corse et dans les Cévennes, et progresse vers le Nord. Les animaux des régions non endémiques sont généralement contaminés lors d'un déplacement dans une zone où la maladie est déjà présente.
Un phlébotome contaminé par Leishmania devient infectant au bout de quelques semaines.
Entre 5 et 10 % des chiens infectés développent des signes cliniques, les autres restant asymptomatiques.
Il s'agit d'une maladie zoonotique ; cependant, il n'y a pas de transmission directe du chien à l'humain.

## Physiopathologie
Le parasite est inoculé chez le chien par un moustique phlébotome, pour être ensuite phagocyté par des cellules macrophages.

## Symptômes

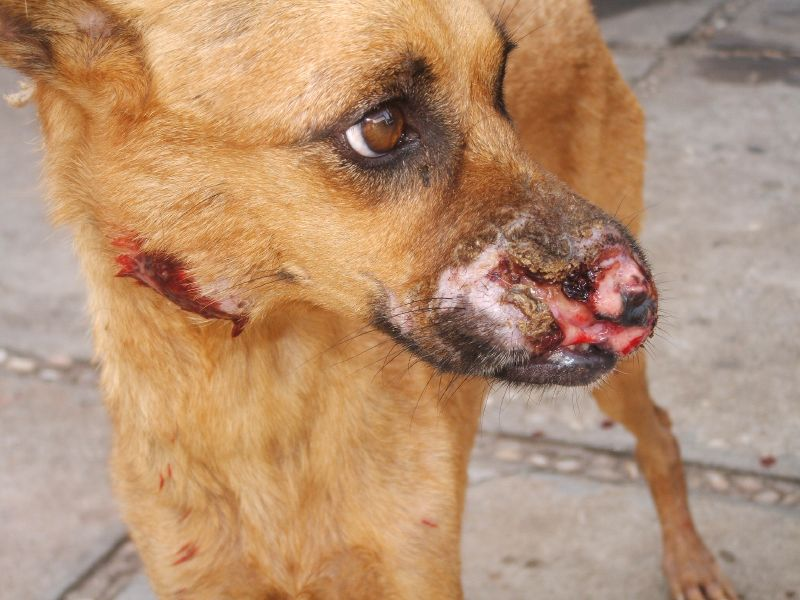
Chien atteint de leishmaniose présentant des lésions cutanées au Brésil.

Le tableau clinique est varié et non spécifique. La plupart des chiens infectés ne développent pas de signe clinique de la maladie.
Chez les individus développant des signes cliniques, ceux-ci sont systémiques et parfois peu courants, et délicats à diagnostiquer en début d'évolution de leishmaniose.
L'animal peut présenter un squamosis, une pousse anormalement rapide des griffes, une augmentation de la taille des ganglions lymphatiques, des ulcérations cutanées, une protéinurie.

## Prévention
Le principal moyen de prévention consiste à lutter contre la contamination par la piqûre du phlébotome, grâce à l'utilisation d'insecticide. La perméthrine et la deltaméthrine sont des molécules efficaces, disponibles sous forme de spot-on et de collier. Il est conseillé de rentrer son animal en fin de journée, période où le phlébotome est le plus susceptible de piquer.
La vaccination existe ; elle est recommandée pour les chiens séronégatifs vivant dans les zones endémiques. Les chiens vaccinés doivent cependant continuer à recevoir un traitement antiparasitaire. Le vaccin ne protège pas contre Leishmania infantum.
Les animaux séropositifs doivent être écartés des dons du sang.